# Mongoloraphidia
Mongoloraphidia är ett släkte av halssländor. Mongoloraphidia ingår i familjen ormhalssländor.

## Dottertaxa tillMongoloraphidia, i alfabetisk ordning[1]
- Mongoloraphidia alaica
- Mongoloraphidia altaica
- Mongoloraphidia assija
- Mongoloraphidia botanophila
- Mongoloraphidia caelebs
- Mongoloraphidia choui
- Mongoloraphidia christophi
- Mongoloraphidia dolinella
- Mongoloraphidia drapetis
- Mongoloraphidia dshamilja
- Mongoloraphidia dsungarica
- Mongoloraphidia eklipes
- Mongoloraphidia formosana
- Mongoloraphidia gissarica
- Mongoloraphidia gulnara
- Mongoloraphidia harmandi
- Mongoloraphidia indica
- Mongoloraphidia josifovi
- Mongoloraphidia kaltenbachi
- Mongoloraphidia karabaevi
- Mongoloraphidia karatauica
- Mongoloraphidia kashmirica
- Mongoloraphidia kaspariani
- Mongoloraphidia kaszabi
- Mongoloraphidia kelidotocephala
- Mongoloraphidia kirgisica
- Mongoloraphidia kughitanga
- Mongoloraphidia manasiana
- Mongoloraphidia martynovae
- Mongoloraphidia martynoviella
- Mongoloraphidia mazeppa
- Mongoloraphidia medvedevi
- Mongoloraphidia milkoi
- Mongoloraphidia mirabilis
- Mongoloraphidia monstruosa
- Mongoloraphidia nomadobia
- Mongoloraphidia nurgiza
- Mongoloraphidia pakistanica
- Mongoloraphidia pskemiana
- Mongoloraphidia pudica
- Mongoloraphidia pusillogenitalis
- Mongoloraphidia remmi
- Mongoloraphidia rhodophila
- Mongoloraphidia sajanica
- Mongoloraphidia sejde
- Mongoloraphidia solitaria
- Mongoloraphidia sororcula
- Mongoloraphidia tadshikistanica
- Mongoloraphidia taiwanica
- Mongoloraphidia talassicola
- Mongoloraphidia tienshanica
- Mongoloraphidia tshimganica
- Mongoloraphidia turkestanica
- Mongoloraphidia virgo
- Mongoloraphidia xiyue
- Mongoloraphidia zhiltzovae